# Contexto extensional
Em filosofia, o conceito de contexto extensional existe em contraposição com o conceito de contexto intensional. No conceito de contexto extensional, o adjectivo “extensional” é um termo que se refere à extensão de uma expressão.
Em geral, o contexto extensional aplica-se a uma expressão quando se substitui uma extensão por outra. Por exemplo, na expressão: “aquela oliveira é uma árvore”, o contexto da expressão é: “é uma árvore”. E “aquela oliveira” é a extensão. Se substituir “aquela oliveira” por “aquele pessegueiro”, a frase mantém o mesmo valor de verdade. Assim, diz-se que “oliveira” ou “pessegueiro” ocorrem extensionalmente. Em contexto extensional, o valor de verdade de uma frase permanece inalterado, mesmo que a extensão do contexto seja permutada por um termo coextensional. Para o contexto “árvore” o valor de verdade não se altera com a mudança de extensão.